# Condado de Durham (Carolina del Norte)
El condado de Durham (en inglés: Durham County, North Carolina), fundado en 1881, es uno de los 100 condados del estado estadounidense de Carolina del Norte. En el año 2000 tenía una población de 223 314 habitantes con densidad poblacional de 297 personas por km². La sede del condado es Durham.

## Geografía
Según la Oficina del Censo, el condado tiene un área total de 772 km² (298,1 mi²), de la cual 751 km² (290 mi²) es tierra y 18 km² (6,9 mi²) es agua.

### Municipios
El condado se divide en seis municipios:
Municipio de Carr, Municipio de Durham, Municipio de Lebanon, Municipio de Mangum, Municipio de Oak Grove y Municipio de Triangle.

### Condados adyacentes
- Condado de Person norte
- Condado de Granville noreste
- Condado de Wake sureste
- Condado de Chatham sursudoeste
- Condado de Orange oeste

## Demografía
En el 2000 la renta per cápita promedia del condado era de $43 337, y el ingreso promedio para una familia era de $53 223. El ingreso per cápita para el condado era de $23 156. En 2000 los hombres tenían un ingreso per cápita de $35 939 contra $30 683 para las mujeres. Alrededor del 13.40% de la población estaba bajo el umbral de pobreza nacional.

## Lugares

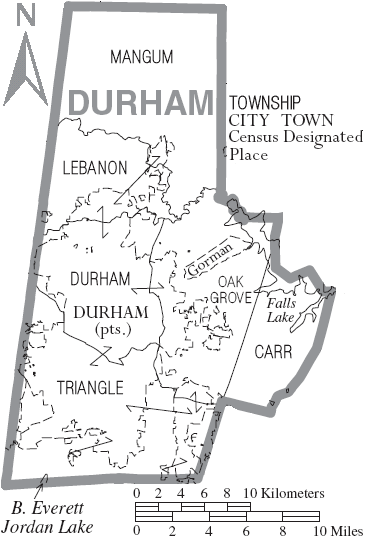
Mapa del Condado de Durham en Carolina del Norte con sus municipios

### Ciudades y pueblos
El único municipio incorporado centrado en el condado de Durham es el Ciudad de Durham. Sin embargo, algunas partes de la Ciudad de Chapel Hill en Condado de Orange, cerca de Hillsborough (Carolina del Norte), están en el condado de Durham.

### Comunidades incorporadas
Hay varias comunidades no incorporadas a lo largo de las afueras de la ciudad de Durham o en las partes rurales del condado.
- Bahama
- Bethesda
- Genlee
- Gorman
- Lowe's Grove
- Nelson
- Oak Grove
- Rougemont